# Scabrostomus peculiosus
Scabrostomus peculiosus är en skalbaggsart som beskrevs av Schmidt 1922. Scabrostomus peculiosus ingår i släktet Scabrostomus och familjen Aphodiidae. Inga underarter finns listade i Catalogue of Life.